# Committee to Protect Journalists
Committee to Protect Journalists (CPJ) er en uafhængig og ideel organisation baseret i New York i USA, som arbejder for pressefrihed.
Organisationen blev grundlagt af en gruppe amerikanske udenrigskorrespondenter i 1981, som svar på trakasering af journalister fra autoritære regimer.
Hvert år udgiver organisationen en liste over journalister som har mistet livet under arbejdet over hele verden.
CPJ er også en af grundlæggerne af International Freedom of Expression Exchange